# 森本町
森本町（もりもとまち）は、かつて石川県河北郡に属していた町。現在の金沢市北部に相当する。

## 地理
西は河北潟に面し田んぼが広がる平野、東は森下川とその谷を中心とする山間部となり富山県境に接する。明治時代末期、大正時代以降は森本駅を中心に発展した。
- 現在は北陸自動車道が東西に通り、金沢森本インターチェンジ、不動寺パーキングエリアから富山県境の高窪トンネルにかけての区間が本町に相当する。

### 地形
- 山：権殿山、内山峠、高窪峠

## 歴史
- 1954年（昭和29年）6月1日 - 大場村、八田村、花園村、三谷村及び森本村が合併して、森本町が発足する。大字弥勒縄手が大字弥勒に名称を変更する。
- 1954年（昭和29年）10月1日 - 大字浅谷（あさのたに）の区域を津幡町に編入する。
- 1954年（昭和29年）12月 - 大字向山の区域が大字朝日の区域の一部となる。
- 1962年（昭和37年）6月1日 - 金沢市に編入する。以下の8大字は町名変更、あとの63大字はそのまま金沢市の町名に継承。
  - 南森下 → 南森本町
  - 北森下 → 北森本町
  - 涌波 → 上涌波町 （涌波町があるため）
  - 正部谷 → 正部町
  - 鳴瀬 → 鳴瀬元町 （同音の成瀬町（現：東兼六町）があったため）
  - 八幡 → 花園八幡町 （八幡町（現：東山一丁目）があったため）
  - 朝日 → 加賀朝日町 （同音の旭町があるため）
  - 浅野 → 浅丘町 （浅野町（現：小橋町、昌永町）があったため）

## 行政

### 町長
| 代 | 人 | 氏名     | 就任                      | 退任                      | 備考 |
| -- | -- | -------- | ------------------------- | ------------------------- | ---- |
| 1  | 1  | 野村寛義 | 1954年（昭和29年）6月27日 | 1958年（昭和33年）6月26日 |      |
| 2  | 1  | 野村寛義 | 1958年（昭和33年）6月27日 | 1962年（昭和37年）5月31日 |      |

## 娯楽
- 森本会館 - 映画館

## 名所・旧跡・観光スポット
- 温泉：森本温泉、葵温泉、深谷温泉、薬師が丘温泉